# شعبان نصیری
شعبان نصیری (زاده اول فروردین ۱۳۳۷ - درگذشته ۵ خرداد ۱۳۹۶) نظامی ایرانی و از بنیانگذاران سازمان بدر بود. او همچنین عضو و از بنیانگذاران سپاه کرج بود. نصیری از آغاز جنگ ایران و عراق تا پایان جنگ در آن شرکت داشت. نصیری در سال ۱۳۹۶، حین عملیات مستشاری در موصل به درجه رفیع شهادت نائل گردید.

## زندگی
وی در سال ۱۳۶۰ و در سال ۲۳ سالگی ازدواج کرد و حاصل آن، ۴ فرزند بود؛ ۳ پسر و یک دختر. یکی از پسران او در حالی که ۲۲ ساله بود درگذشت.

## سوابق نظامی
با آغاز جنگ ایران و عراق وی وارد نبرد شد. وی در این مدت سمت‌هایی همچون جانشین فرمانده گردان امام سجاد و جانشین فرمانده گردان علی‌اکبر لشکر ۱۰ سیدالشهدا را برعهده داشت. نصیری در قرارگاه فوق سری نصرت حضور داشت و فعالیت‌های گوناگونی را در کنار فرماندهان این قرارگاه از جمله محمد باقری و علی هاشمی انجام می‌داد. وی از نیروهای تحت امر اسماعیل دقایقی بود مدتی بعد رئیس ستاد لشکر ۹ بدر شد.
وی در سال ۱۳۹۰ عازم موگادیشو شد و در سوریه و عراق و لبنان حضور مؤثر داشته‌است.

## شهادت
نصیری در ۵ خرداد ۱۳۹۶ در حین عملیات مستشاری در غرب موصل شهید شد. پیکر وی در قطعه ۲۹ بهشت زهرا به خاک سپرده شد.